# Per Wollebæk
Per Wollebæk (n. 28 ianuarie 1910, Vestre Aker⁠(d), Comuna Oslo⁠(d), Norvegia – d. 1976, Hadeland⁠(d), Oppland, Norvegia) a fost un jurnalist, scriitor și traducător norvegian. El a scris mai multe romane și povestiri, dar este la fel de cunoscut pentru multe din traducerile sale.

## Scrieri
- Dragsuget. Gyldendal, 1938 - roman
- Adam og hans brødre. Gyldendal, 1940 - roman
- Dikt. Oslo, 1942
- Ingen spor i sjøen. Gyldendal, 1945 - roman, tradus în suedeză
- Trompeten. Gyldendal, 1950 - nuvele
- Forleden dommedag. Oslo, 1951 - roman
- Pilene og andre fortellinger. Gyldendal, 1957

## Traduceri (selecție)
- Tregudenes land de Jan Fridegård (1950)
- Trellenes frihet de Jan Fridegård (1950)
- Trellenes opprør de Jan Fridegård (1950)
- De rider om natten de Howard Fast (1950)
- Spartacus de Howard Fast (1954)
- Exodus de Leon Uris (1959)
- Lidenskap de Ivar Lo-Johansson (1970)
- Den tvilsomme tvilling de Mark Twain (1971)
- Lek med døden (Jocul cu moartea) de Zaharia Stancu (1974)[1]
- Så lenge ilden brenner (Șatra) de Zaharia Stancu (1975)[2]